# Парачинско клане
Клането в Парачин започва на 3 септември 1987 г., малко след 3 часа сутринта, в казармата на Югославската народна армия в Парачин.
Според официалната югославска версия за случилото се тогава, Азиз Келменди убива с автомат четирима войници и ранява други петима, всички те сърби, босненци и хървати по народност.
Събитието шокира цяла СФРЮ и е умело използвано от набиращия по това време мощ сръбски национализъм в рамките на КПЮ. В същото време, в няколко сръбски града, гражданите на Сърбия хвърлят камъни по павилиони и магазини, собственост на албанци. Държавните медии предприемат широка антиалбанска кампания, с аргумента, че това престъпление е извършено от албанските сепаратисти и е директен удар срещу Югославия, като едно великолепното творение на т.нар. Версайска система от договори.
На погребението на войника Сърджан Симич в Белград, няколко дни след престъплението, се събират няколкостотин души, които издигат лозунга срещу албанския сепаратизъм в Косово – Косово је Србија (Косово е Сърбия).